# Białołęka (osiedle)
Białołęka – osiedle w Warszawie w dzielnicy Białołęka.

## Opis
Białołęka to obecnie dwa osiedla w dzielnicy o tej samej nazwie. Są pozostałością dawnych podwarszawskich wsi - Białołęki Dworskiej i Białołęki Szlacheckiej. Wsie te zostały włączone do obszaru Warszawy w wyniku zmiany granic w 1951 r. W 1994 dla nowo powstałej gminy wybrano właśnie nazwę Białołęka. Wybór nie był przypadkowy - oba osiedla leżą w samym centrum gminy i łącznie mają znaczącą powierzchnię. Po likwidacji gmin dzielnica zachowała nazwę od osiedla Białołęka.
Osiedle Białołęka Szlachecka (na planach bywa zaznaczana jako po prostu Białołęka) leży na południowy wschód od Kanału Żerańskiego, po obu stronach głównej ulicy - Białołęckiej. Sąsiaduje z osiedlami: Aleksandrów, Brzeziny i Konstantynów. Dominuje zabudowa jednorodzinna.
Osiedle Białołęka Dworska leży na wschód od linii kolejowej w kierunku Legionowa. Sąsiaduje z osiedlami: Dąbrówka Grzybowska, Henryków, Płudy i Choszczówka oraz Szamocin i Tomaszew. Tu także dominuje zabudowa jednorodzinna.

## Historia
- Wieś Białołęka powstała w 1425 roku i należała do rodziny Gołyńskich. Była to wieś szlachecka, powstała na prawie chełmińskim.
- Od roku 1471 należała do rodziny Gołyńskich i liczyła 18,5 łanów uprawnych (ok. 315 ha).
- Na początku XVII wieku jej właścicielem był biskup chełmiński Wawrzyniec Gembicki.
- W połowie XVII wieku jej właścicielem był natomiast Jan Kazimierz, który darował ją następnie jezuitom.
- W 1652 roku liczyła ok. 15,5 łanów (ok. 260 ha). W okresie wojen szwedzkich, w czasie trzydniowej bitwy o Warszawę (1656 r.) Białołęka została spalona.
- W 1661 roku było tu 38 domów, w 1789 już 63. Wieś należała wtedy do pani Szamockiej, miecznikowej warszawskiej.
- W dniach 24-25 lutego 1831 roku pod Białołęką, po obu stronach obecnej ulicy Białołęckiej, na północ od ulicy Toruńskiej, została stoczona bitwa między armią polską dowodzoną przez gen. J. Krukowieckiego a korpusem rosyjskim gen. Szachowskiego.
- W XIX wieku Białołęka wchodziła w skład gminy Bródno. Na obrzeżach Białołęki stopniowo powstawały nowe osiedla i folwarki: Aleksandrów, Brzeziny, Annopol, Konstantynów, Marywil, Różopole i Ustronie.
- W 1938 roku Białołęka liczyła około 700 mieszkańców, dzieliła się na Białołękę Dworską i Białołękę Szlachecką, a należała do gminy Bródno.
- W 1951 roku została przyłączona do Warszawy w wyniku nowego podziału administracyjnego stolicy.
- W 1994 roku Białołęka dała nazwę nowej gminie Warszawa-Białołęka. Pod względem powierzchni gmina sytuowała się na trzecim miejscu pośród 11 gmin warszawskich, zajmując 15% powierzchni całego miasta.
- W 2002 roku zmieniono podział terytorialny, likwidując warszawskie gminy, zastępując je dzielnicami. Tak powstała dzisiejsza dzielnica Białołęka.